# Emperador Wen de Liu Song
El Emperador Wen de Liu Song ((劉)宋文帝) (407-453), cuyo nombre personal fue Liu Yilong (劉義隆), y cuyo apodo era Che'er (車兒), fue un emperador de la dinastía china Liu Song.
Era el tercer hijo del fundador de la dinastía, el emperador Wu (Liu Yu). Después de la muerte de su padre en 422, el hermano mayor de Liu Yilong, Liu Yifu, tomó el trono como Emperador Shao. En 424, un grupo de oficiales, creyendo que el emperador Shao no era apto para ser emperador, le depuso y colocó a Liu Yilong en el trono como el emperador Wen.
En sus 29 años de gobierno, el emperador Wen continuó en gran medida el gran plan de su padre y algunas de las políticas de tierras de la dinastía Jin. Este período, llamado "administración Yuanjia" (元嘉之治), se considera un período de prosperidad y fortaleza, debido a la diligencia y la capacidad del emperador para encontrar funcionarios capaces y honestos para servir en su administración. Sin embargo, el emperador Wen fue culpado por hacer repetidos intentos fallidos de atacar a su rival de Wei del Norte y por usar las estrategias equivocadas al hacerlo, debilitando su estado hacia el final de su gobierno. En 453, enojado porque su príncipe heredero Liu Shao estaba usando la brujería para maldecirlo, planeó deponer a Liu Shao; cuando este plan se filtró, Liu Shao dio un golpe de Estado y lo asesinó, reemplazándolo en el trono, aunque menos de un año después el hermano menor de Liu Shao, Liu Jun, lo derrotó y tomó el trono como Emperador Xiaowu. 